# Liste der Baudenkmale in Teupitz
Die Liste der Baudenkmale in Teupitz enthält alle Baudenkmale der brandenburgischen Stadt Teupitz und ihrer Ortsteile. Grundlage ist die Landesdenkmalliste mit Stand vom 31. Dezember 2020. Die Bodendenkmale sind in der Liste der Bodendenkmale in Teupitz aufgeführt.

## Baudenkmale
In den Spalten befinden sich folgende Informationen:
- ID-Nr.: Die Nummer wird vom Brandenburgischen Landesamt für Denkmalpflege vergeben. Ein Link hinter der Nummer führt zum Eintrag über das Denkmal in der Denkmaldatenbank. In dieser Spalte kann sich zusätzlich das Wort Wikidata befinden, der entsprechende Link führt zu Angaben zu diesem Denkmal bei Wikidata.
- Lage: die Adresse des Denkmales und die geographischen Koordinaten. Link zu einem Kartenansichtstool, um Koordinaten zu setzen. In der Kartenansicht sind Denkmale ohne Koordinaten mit einem roten beziehungsweise orangen Marker dargestellt und können in der Karte gesetzt werden. Denkmale ohne Bild sind mit einem blauen bzw. roten Marker gekennzeichnet, Denkmale mit Bild mit einem grünen beziehungsweise orangen Marker.
- Bezeichnung: Bezeichnung in den offiziellen Listen des Brandenburgischen Landesamtes für Denkmalpflege. Ein Link hinter der Bezeichnung führt zum Wikipedia-Artikel über das Denkmal.
- Beschreibung: die Beschreibung des Denkmales
- Bild: ein Bild des Denkmales und gegebenenfalls einen Link zu weiteren Fotos des Baudenkmals im Medienarchiv Wikimedia Commons

### Teupitz
| ID-Nr.            | Lage                        | Bezeichnung | Beschreibung | Bild |
| ----------------- | --------------------------- | --- | --- | --- |
| 09140288 Wikidata | (Lage)                      | Schloss | Von der Burganlage, erstmals urkundlich als Burg Tupcz erwähnt, die der Familie Schenk von Landsberg von 1330 bis 1717 als Residenz diente, sind nur noch Teile erhalten. Nach dem Verkauf der Anlage an das preußische Königshaus zu Beginn des 18. Jh. dienten die Gebäude verschiedenen Wohnzwecken, wurden jedoch nach und nach abgetragen. Auf den Fundamenten des Schlosses steht das Schlosshotel Teupitz, das jedoch seit 2005 leer gezogen ist. | Schloss |
| 09140395 Wikidata | Buchholzer Straße (Lage)    | Landesirrenanstalt-Hauptanstalt, bestehend aus Verwaltungsgebäude mit Direktorenwohnhaus und zwei Ärztewohnungen, Maschinengebäude mit Werkstätten und Wasserturm, Küchengebäude mit Festsaal, Wäschereigebäude, Leichenhalle mit Anstalts- und Gemeindefriedhof, zwei Beamtenwohnhäusern, acht Krankenhäusern für Männer, acht Krankenhäusern für Frauen, Kegelbahn und allen dazugehörigen Freiflächen, dem historischen Wegesystem sowie Resten der ursprünglichen Freiflächengestaltung | Die Anlage wurde von 1905 bis 1908 erbaut. Sie ist eine für Geisteskranke errichtete komplette kleine Stadt. Aus den historischen Anfängen hat sich das heutige Asklepios Fachklinikum entwickelt, das auf die Behandlung von psychiatrischen und neurologischen Krankheiten ausgerichtet ist. | Landesirrenanstalt-Hauptanstalt, bestehend aus Verwaltungsgebäude mit Direktorenwohnhaus und zwei Ärztewohnungen, Maschinengebäude mit Werkstätten und Wasserturm, Küchengebäude mit Festsaal, Wäschereigebäude, Leichenhalle mit Anstalts- und Gemeindefriedhof, zwei Beamtenwohnhäusern, acht Krankenhäusern für Männer, acht Krankenhäusern für Frauen, Kegelbahn und allen dazugehörigen Freiflächen, dem historischen Wegesystem sowie Resten der ursprünglichen Freiflächengestaltung |
| 09140558 Wikidata | Buchholzer Straße 17 (Lage) | Friedhofskapelle | | weitere Bilder |
| 09140287 Wikidata | Kirchstraße 2, 3, 15 (Lage) | Heilig-Geist-Kirche, Kirchhof mit Grabmal Bein und einstigem Leichenhaus, Pfarrhaus mit straßenseitiger Einfriedung sowie Kantorhaus mit Wirtschaftsgebäude | Die Heilig-Geist-Kirche wurde in der ersten Hälfte des 14. Jh. erbaut. Sie ist das einzige original erhaltene Teupitzer Baudenkmal aus dem Mittelalter. 1566 erhielt sie den ersten 24 Meter hohen Kirchturm. 1684 und 1855/56 mussten einige Erneuerungs- und Erweiterungsarbeiten vorgenommen werden. Zur erhaltenen Kirchenausstattung gehören neben dem Altar eine barocke Kanzel aus dem Jahr 1692, eine Orgel aus dem Jahr 1694 und ein Taufstein, der 1884 geweiht wurde. Zwischen 2001 und 2009 erfolgten die bisher umfangreichsten Restaurierungsarbeiten sowohl am Gebäude als auch im Kirchenschiff. | weitere Bilder |
| 09140472          | Lindenstraße 1-5 (Lage)     | Baugruppe bestehend aus Post, Beamtenwohnhaus, Arztvilla, Schule und Hotel | Das Ensemble aus Schule und Hotel entstand im Jahr 1910 unter der Leitung des Architekten Paul Sagert. Es besteht aus fünf Gebäuden, die aus Kalksandstein aus einer nahegelegenen Fabrik stammen, die für die Landesklinik errichtet wurde. | Baugruppe bestehend aus Post, Beamtenwohnhaus, Arztvilla, Schule und Hotel |
| 09140764 Wikidata | Markt/Poststraße (Lage)     | Kaiser Wilhelm- und Kriegerdenkmal | Das Denkmal des Bildhauers Arnold Künne wurde im Jahr 1904 aufgestellt und zum Weltfriedenstag 1966 verändert. Nach der Wende wurde es erneut verändert und soweit möglich in den ursprünglichen Zustand versetzt. | Kaiser Wilhelm- und Kriegerdenkmal |
| 09140803 Wikidata | Markt 9 (Lage)              | Rathaus mit Seitengebäude | Das Rathaus mit Seitengebäude entstand im Jahr 1830 und wurde 1899 um ein Armenhaus erweitert. 1910 baute Paul Sagert das Gebäude um, dass nach der Wende im Jahr 1998 saniert wurde. | Rathaus mit Seitengebäude |
| 09140517 Wikidata | Markt 16 (Lage)             | Wohnhaus | Das Bauwerk entstand in Holzfachwerk-Bauweise im Jahr 1874 und wurde bis 1922 als Restaurant genutzt. Danach stand es bis 1997 leer und beherbergt seither ein Hafencafe. Es ist Sitz und Heimathafen eines Bootsverleihs. | Wohnhaus |
| 09140292          | Markt 19 (Lage)             | Wohnhaus | | Wohnhaus |
| 09140362 Wikidata | Poststraße 19 (Lage)        | Wohn- und Geschäftshaus | In dem Gebäude war der Anfang des 20. Jahrhunderts der Sitz des Spielmann-Verlags, der auf den ungarischen Journalisten Franz Spielmann zurückgeht. Dort wurde unter anderem die Lokalzeitung Der Märker gedruckt. Der zweigeschossige Bau wurde aus hellen Mauersteinen errichtet; die Laibungen der Fenster und Türen mit davon abgesetzten, rötlichen Mauerstein. Davon setzen sich die in einem orangefarbenen Mauerstein gestalteten Lisenen ab, die das Gebäude, die Toreinfahrt sowie den Eingang gliedern.                                                                                               | Wohn- und Geschäftshaus |
| 09140289 Wikidata | Schäferweg 2 (Lage)         | Fachwerkwohnhaus (Schäferhaus) | Das eingeschossige Gebäude mit einem rot eingedeckten Satteldach wurde 1777 als Fachwerkhaus errichtet. In ihm wohnten von der Stadt angestellte Schäfer, die die Tiere am Teupitzer See waschen und scheren konnten. Im 20. Jahrhundert zogen dort Witwen und Arme ein, bis das Haus schließlich in den 1970er Jahren von Privatleuten erworben und saniert wurde. | Fachwerkwohnhaus (Schäferhaus) |